# Przysiersk
Przysiersk – (niem. Heinrichsdorf) wieś kociewska w Polsce położona w województwie kujawsko-pomorskim, w powiecie świeckim, w gminie Bukowiec przy drodze wojewódzkiej nr 240.
Według Narodowego Spisu Powszechnego (III 2011 r.) liczyła 803 mieszkańców. Jest drugą co do wielkości miejscowością gminy Bukowiec.
| SIMC    | Nazwa          | Rodzaj    |
| ------- | -------------- | --------- |
| 1030279 | Brzózki        | część wsi |
| 1030316 | Klępowo        | część wsi |
| 1030405 | Pod Dolny Młyn | część wsi |
| 1030530 | Rosochatka     | część wsi |
| 1030569 | Szary Koniec   | część wsi |

## Historia wsi - gospodarka i demografia
Historia wsi potwierdzona spisanymi dokumentami sięga XIV wieku. Przysiersk to stara osada przy dawnej drodze ze Świecia do Tucholi, leżał w środku komturstwa świeckiego, w XIV w. służył dla zebrań szlachty.

### Wiek XIV: nadanie praw
W roku 1351 nadaje zakon Janowi Klukow i jego spadkobiercom wieś Przysiersk (niem. Heinrichsdorf) na prawie chełmińskim. Osadzający (Zakon) dostaje dziesiątą włókę wolną, także sołectwo i trzecią część kar sądowych, dotyczących niemieckich poddanych (driten pfenig von allem deuczem wichbildesgerichte), wyjęci są z niej lenni polscy poddani. W wieku XIV ludność w Przysiersku była mieszana, polską sądził komtur albo ławnicy pod jego przewodnictwem, podług polskiego prawa.

### Wiek XV
W 1415 roku wieś obejmowała 59 włók, z których proboszcz posiadał 4 włoki wolne, tyleż samo sołtys, od reszty płacili po ½ grzywny i po 2 kury. W miejsce dziesięciny dawali po 5 skojców od włóki; osadzonych było tylko 9 włók; karczmarz czynszował 5 wiardunków.

### Wiek XVI
W roku 1565 do wsi należało 60 włók piaszczystej gleby. Sołtys posiadał 4 włóki; 2 włóki proboszczowskie uprawiali gburzy za czwartym snopkiem; 5 włók lemańskich posiadał Niemiec Wilda, który nic nie płacił, chociaż swego przywileju nie mógł wykazać. 48 włók posiadało 17 gburów, z których każdy płacił 1 grzywnę i 2 kury. Dwie karczmy bez roli płaciły po 2 grzywny i 4 kury, a od trzeciej pobierał sołtys 1 grzywnę rocznie. Dwóch ogrodników było do tłoki zobowiązanych na zawołanie i płaciło 1 grzywnę i 4 grosze czynszu. Trzech mieszkających na gburskich posiadłościach pracowało u gburów na folwarku ale tylko za zapłatą, łąk było brak, drzewo brali gburzy ze swoich zarośli albo kupowali. Suma czynszu do zamku wynosiła więc 53 grzywny 4 grosze i 104 kur. Papiernię za wsią wystawił Chełmiński dla Wildy, który ją zaniedbał wraz z rolą koło niej położoną. Do tłoki na folwarku w Gródku byli poddani każdego czasu zobowiązani, tak samo do zwózki drzewa na zamek w zimie, ile razy tego żądano. W roku 1583 powstaje w Przysiersku szkoła początkowa.

### Wiek XVII
W roku 1683 tenutaryuszem Przysierska był Dulski. Lustracja z roku 1676 potwierdza 88 mieszkańców. Pierwotny kościół był drewniany, ale dachówką pokryty.

### Wiek XVIII
W 1711 r. obejmowała wieś 60 włók, z których proboszcz pobierać miał po pół korca żyta i tyleż owsa, ale od 10 włók pana Niewieścińskiego od lat kilku nic nie dawano (ob. Zeitsch. d. Westpr. Gesch. Ver., XVIII, str. 211). Pleban miał w 1649 r. dwie włóki, natomiast w 1749 r. 31 1/2, i pół spornej, dawniej 4 włoki. Według taryfy na symplę płacił Przysiersk 3 złote 22 groszy. W 1773 roku Przysiersk należał do dóbr generałowej Czapskiej.

### Wiek XIX
W wieku XIX miejscowość jest opisana jako Przysiersk (niem. Heinrichsdorf), wieś kościelna w powiecie świeckim, nad szosą z Tucholi do Terespola, stacja pocztowa i kolej w Terespolu odległym o 4 km, par. ewangelicka Bukowiec. Ma 2-klasową szkołę bezwyznaniową (w roku 1887 uczyło się 119 dzieci). Obszaru 4025,97 mórg; gleba średnia. W 1868 roku wieś posiadała 141 budynków, 90 domów, 713 mieszkańców w tym: 454 katolików, 243 ewangelików. Murowany kościół pod wezwaniem św. Wawrzyńca, patronatu rządowego, pochodzi z początku XIX stulecia. Istnieje przy nim bractwo różańcowe od 1732 roku i trzeźwości od 1851 roku, jest także szpital dla 2 ubogich.

### Wiek XX
W latach 1954-1968 wieś była siedzibą gromady Przysiersk, po jej zniesieniu w gromadzie Bukowiec. W latach 1975–1998 miejscowość administracyjnie należała do województwa bydgoskiego.

## NazwaPrzysiersk
Nazwy miejscowe wsi w dokumentach historycznych: lata 1326-1327 Preserscho, 1328 rok Heynco de Preseczesco ... Preseczsco, około 1400 roku Przyzersk, 1438 rok Heinrichsdorff, 1511 rok Przeszyeczki, 1534 rok Przesslersk, 1565 rok Przisiersko - o wsi mówiono Przizierska, 1570 rok Przieszierszk, 1583 rok Przysierszk ale też: Prisiersk, Przyssiersko, Przyssiersk, 1648 rok Przysiersk, 1649 rok Prijssiersk, 1664 rok Przysiersk, 1749 rok Przysiersk, 1789 rok Przisiersk, lata 1796-1802 Przyzersk, 1807 rok Przysiersk, 1879 rok Heinrichsdorf-Przysiersk, 1888 rok Przysiersk, niem. Heinrichsdorf, 1925 rok Przysiersk i Heinrichsdorf używane są równolegle, lata 1939-1945 Heinrichsdorf. Gwarowo (kasz.) Pšlšersk.
Wywód nazwy według „Nazw Miejscowych Polski” – Przysiersk dawniej Przesieczsko od słowa „przesieka”, z sufiksem -bsko, wtórnie -sk (po zmianie rodzaju). W formie Przesiersk nazwa jest wynikiem rozpodobnienia grupy spółgłoskowej -czsk- na -rsk.
Stanisław Rospond wywodzi nazwę wsi od nazwy osobowej Presir (:Sirosław), z sufiksem -bsk(o).
W XV w. pojawiła się też nazwa niemiecka ukuta od nazwy osobowej Heinrich + Dorf (wieś) a związana z osadzaniem wsi na prawie niemieckim przez Krzyżaków. Nazwa ta przywrócona została w okresie zaboru pruskiego a następnie podczas okupacji niemieckiej.

## Kościół parafialny

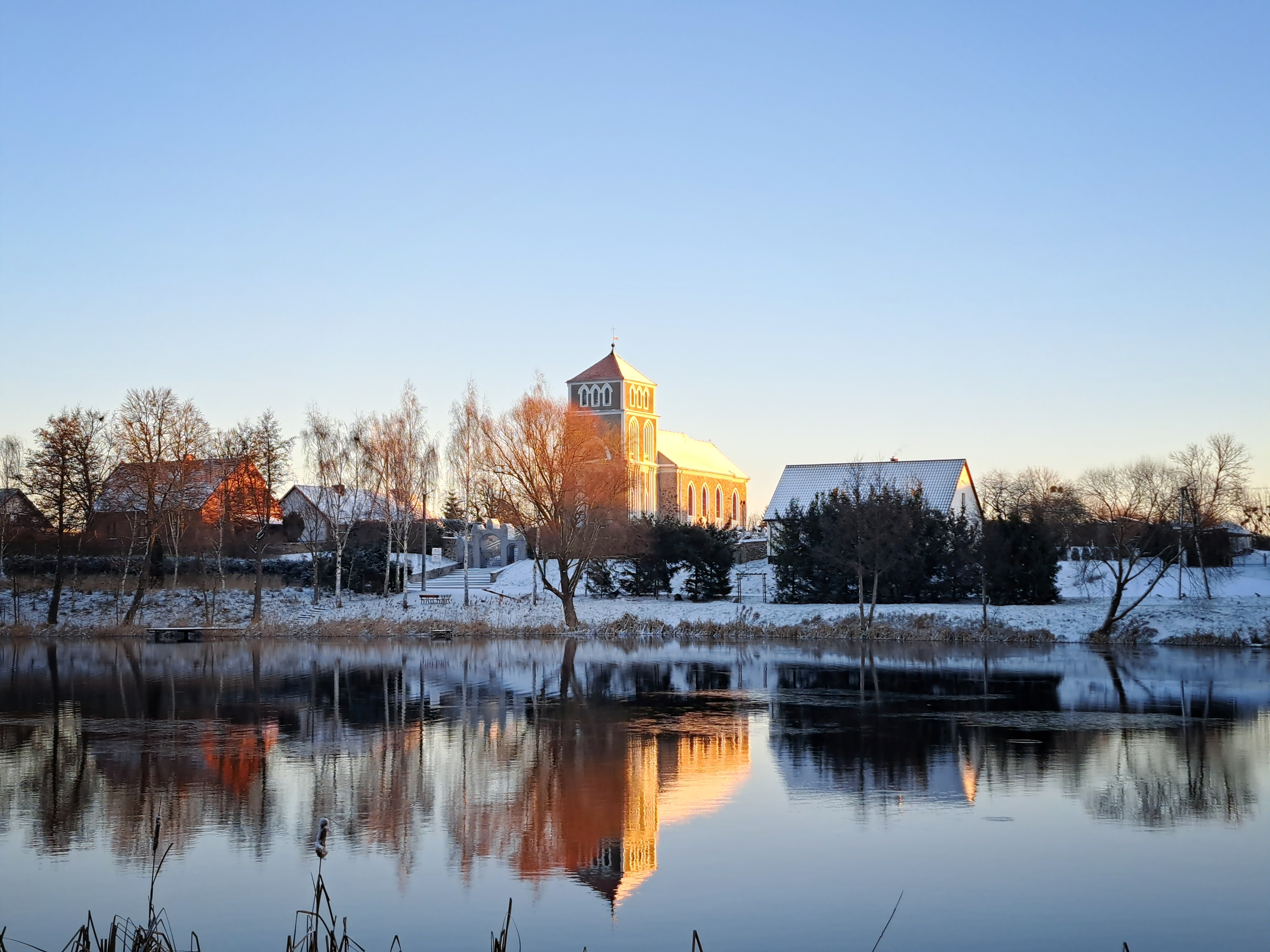
Kościół parafialny pw. św. Wawrzyńca w Przysiersku (2025)

Najważniejszym zabytkiem we wsi jest jednonawowy kościół parafialny pw. św. Wawrzyńca z 1821 roku, wybudowany w stylu neogotyku nadwiślańskiego, z inicjatywy ówczesnego proboszcza Macieja Nowaka – Wysockiego. Najcenniejszymi elementami wyposażenia świątyni są: późnogotycka rzeźba Matki Boskiej z Dzieciątkiem z pierwszej połowy XVI wieku, barokowy ołtarz główny, również datowany na pierwszą połowę XVI w., a także barokowe ołtarze boczne z XVII wieku. Pochodzą one jeszcze z poprzedniego, drewnianego kościoła. Cennymi zabytkami są również cztery dzwony. Pierwszy z nich pochodzi z 1647 roku i zawiera inskrypcję: DA PACE IN DIEBUS NOSTRIS, co w dosłownym tłumaczeniu znaczy: Daj pokój w naszych czasach. Odlany został w trakcie trwania wojny trzydziestoletniej. Napis na drugim z dzwonów informuje, że został on odlany w 1686 roku przez ludwisarza gdańskiego Absalona Wittwercka: A. W. FECIT ANNO DOMINI 1686. Na trzecim dzwonie znajduje się następujący napis: LAUDETUR S. S. SACRAMENTUM. || FECIT A. W. ANNO 1697. Czwarty z dzwonów nie zawiera żadnej inskrypcji.
Ostatnie remonty świątyni odbyły się z inicjatywy ówczesnego proboszcza Jana Piłata w latach osiemdziesiątych ubiegłego stulecia. W 1980 roku śrubami rzymskimi została skręcona popękana wieża, a 6 lat później kościół. Odnowiono elewację zewnętrzną budynku i założono ozdobne lampy. Wewnątrz kościół pomalowano, odnowiono ołtarze i chór. Zmieniono instalację elektryczną, zakupiono nowe żyrandole. Unowocześniono także nagłośnienie. Kościół otrzymał także wymagane zabezpieczenie w postaci krat na oknach i przy wejściach. W latach 2006–2008 trwał remont świątyni, który poprawił ogólny stan budynku.
W granicach parafii pw. św. Wawrzyńca w Przysiersku znajdują się wsie: Przysiersk, Drozdowo, Polski Konopat, Plewno, Jarzębieniec, Dolny Młyn. Do 1977 roku do parafii należała także miejscowość Mały Dólsk, a do 1978 roku – Terespol Pomorski.
W okresie od XVI do XIX wieku proboszczami byli:
- 1583 r. Mikołaj ze Slębowa,
- 1749 r. Andrzej Herstowski,
- 1711 r. Piotr Piechowski,
- 1848 r. Robert Oldenburg,
- 1867 r. Boryszkowski.

Na sąsiadującym ze świątynią cmentarzu w 1881 roku pochowany został znany lekarz i regionalista kaszubski dr Florian Ceynowa.

## Szkoła Podstawowa im.dr Floriana Ceynowy
Szkoła w Przysiersku ma bogatą historię. Prawdopodobnie już w średniowieczu funkcjonowała ona jako szkoła parafialna i w całości zależna była od władz kościelnych, a dokładniej miejscowego plebana. Pierwszy pisemny zapis o istnieniu szkoły pojawił się w 1583 roku i jako pierwszych redaktorów wymieniał ówczesnych proboszczów: ks. Dulskiego i ks. Marcina z Dobrzynia. W latach 1670–1710, kiedy funkcję proboszcza pełnił ks. Lachowicz, obowiązki zarządzania szkołą powierzono organiście, pełniącym funkcję bakałarza. W 1766 roku obowiązki organisty i nauczyciela pełnił Stefan Mateusz Smoleński.
Rozporządzeniem z 1766 roku władze pruskie wprowadziły obowiązek szkolny, który wszedł w życie cztery lata po I rozbiorze Polski. Na mocy tego rozporządzenia, wszyscy obywatele mieli obowiązek posyłania swoich dzieci (w wieku od 5 do 13 lat) do szkół. Szkoły te, według władz pruskich, miały mieć charakter niemiecki, a nauczycielami mogli zostać tylko Niemcy. Wyjątkiem były szkoły wiejskie, gdzie od pedagogów wymagano również znajomości języka polskiego. Między innymi dlatego w 1780 roku w szkole w Przysiersku uczyło dwóch nauczycieli pochodzenia polskiego: chłopców uczył organista Tomasz Kitowski, a dziewczynki jego żona – Katarzyna. Szesnaście lat później wieś miała już oddzielne stanowisko nauczyciela, oddzielone od stanowiska organisty. Nauczycielem tym był Wojciech Lipski. Ówcześnie do szkoły uczęszczało 30 uczniów. Po śmierci Lipskiego (19.06.1796 r.), prowadzenie nauki w szkole przejął miejscowy organista, ale tylko przejściowo, do czasu znalezienia nowego nauczyciela.
W 1819 roku we wsi znajdowała się biblioteka, a szkoła miała charakter katolicki i uczęszczało do niej 78 dzieci. W 1865 roku dzięki pomocy mieszkańców ufundowano nowy budynek szkoły (dzisiejsze przedszkole). Jego budowa zakończyła się 5 lat później. W 1887 roku w dwóch klasach uczyło się 109 uczniów. Szkoła miała charakter bezwyznaniowy. W okresie nasilonej germanizacji, była ona również miejscem walki władz niemieckich z polskością. Po odzyskaniu niepodległości i powrocie Pomorza Gdańskiego w granice II Rzeczypospolitej w 1920 roku, szkoła w Przysiersku nabrała prawdziwie polskiego charakteru. W 1918 roku nauczycielkami były: Marta Głodowska – Kuffel i Ochna Kowalska. W 1922 roku pracę rozpoczął Teofil Grzemski, który dzięki swojej działalność, odegrał dużą rolę w życiu wsi. W latach 20. XX wieku, uczyły jeszcze: Maria Ślibianka oraz Jadwiga Gostowska, a także Józef Skuta. W 1928 roku do 3 klas uczęszczało 135 dzieci. Była to szkoła katolicka, szkoła ewangelicka mieściła się w pobliskim Plewnie. W czasie II wojny światowej w Przysiersku funkcjonowała tylko szkoła niemiecka. Podczas działań wojennych, ówczesny budynek szkoły nie odniósł większych szkód, zniszczeniu uległo jednak całe wyposażenie. Przed rozpoczęciem nauki, miejscowa młodzież pod opieką stolarza wykonała 20 ław, w których zasiąść mogło łącznie 60 uczniów, i podarowała je szkole. 10 kwietnia 1945 nastąpiło uroczyste otwarcie polskiej szkoły po okresie okupacji niemieckiej. W uroczystościach uczestniczył sołtys Anastazy Kierzkowski oraz społeczność Przysierska. Godło państwa wykonano metodą plastyki papierowej, natomiast biało czerwone flagi wykonano z fragmentów płótna, przyniesionych przez dzieci.

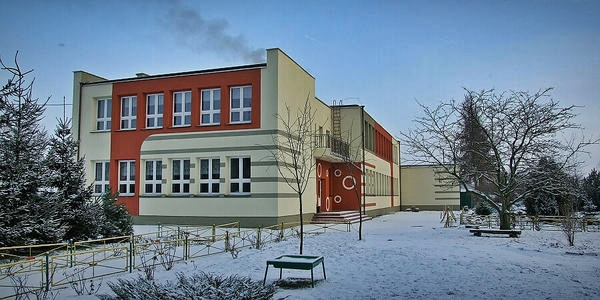
Szkoła Podstawowa (2011)

1 listopada 1962 roku rozpoczęto naukę w dwuletniej Szkole Przysposobienia Rolniczego, mieszczącej się w budynku szkoły podstawowej. Działalność szkoły zakończono w 1969 roku. Nauczycielami byli: Zbigniew Król – kierownik, Krystyna Kuberska, Eugeniusz Jabłoński, Zdzisław Kochański, Ryszard Żbikowski, Ewa Król, Maria Pająkowska, Stanisława Kuffel. Wiosną 1964 roku rozpoczęła się budowa nowego obiektu szkoły, a 3 lipca 1965 roku po uroczystym otwarciu został on oddany do użytku. 1 września 1965 roku naukę w niej rozpoczęło 178 uczniów. W latach 1967–1968 uczniowie obsadzili teren wokół szkoły topolami, wierzbami płaczącymi, jarzębinami, tujami, jałowcem chińskim. Rośliny sprowadzono z arboretum w Kórniku pod Poznaniem. Zasiano również trawę, zaczęto układać chodniki, wzdłuż których zasadzono róże. W tym czasie trwał remont i adaptacja byłego budynku po szkole na mieszkania dla nauczycieli. Na remont uzbierano 700 tysięcy złotych, wiele prac wykonywała społecznie młodzież, a pracami nadzorował kierownik szkoły – Zbigniew Król. Odremontowany budynek, podniesiony o jedno piętro, oddano je do użytku 22 grudnia 1967 roku. W 1969 roku oddano do użytku budynek gospodarczy, Rozpoczęły się także pracę nad budową boiska, trwające do 1976 roku.
We wrześniu 1972 roku, trzyklasowa Szkoła Podstawowa w Plewnie stała się punktem filialnym Szkoły Podstawowej w Przysiersku. W wyniku reformy szkolnictwa, przeprowadzonej w 1973 roku, ze szkół znajdujących się na terenie gminy utworzono Zbiorczą Szkołę Gminną w Bukowcu, a dyrektorem mianowano Henryka Falkowskiego. W 1973 roku wybrano hymn szkoły, a podczas uroczystości rozpoczęcia roku szkolnego 1974/1975 po raz pierwszy wciągnięto flagę państwową na maszt. Wybrano również patrona. W 1985 roku szkole nadano imię doktora Floriana Ceynowy: XIX – wiecznego działacza społecznego, patrioty, regionalisty. Rozpoczęto realizować program edukacji regionalnej. Zainteresowanie tradycjami Kociewia rozbudziła, pracująca w przysierskiej szkole w latach 1966–1981 polonistka – Maria Pająkowska, aktualnie profesor Uniwersytetu im. Kazimierza Wielkiego w Bydgoszczy, językoznawca, ekspert dziedzictwa kulturowego Kociewia. W maju 1995 roku zorganizowano obchody 50-lecia powojennej działalności szkoły, połączone z konkursem wiedzy o Kociewiu. Dwa lata później stworzono w szkole izbę regionalną, a szkoła zyskała miano szkoły regionalnej. W roku szkolnym 1999/2000 w klasach IV – VI rozpoczęły się zajęcia wychowania regionalnego. W 2001 roku obchodzono 120. rocznicę śmierci patrona szkoły – doktora Floriana Ceynowy. Latem 2010 roku, budynek szkoły został poddany generalnemu remontowi.

### Powojenni dyrektorzy Szkoły Podstawowej im. dr Floriana Ceynowy
- 10.04.1945 – 31.08.1949 – Tadeusz Wasielewski
- 01.09.1949 – 31.08.1953 – Walentyna Wasielewska
- 01.09.1953 – 15.12.1955 – Tadeusz Wasielewski
- 16.12.1955 – 31.08.1960 – Walentyna Wasielewska
- 01.09.1960 – 31.08.1986 – Zbigniew Król
- 01.09.1986 – 31.08.1992 – mgr Kazimierz Czerwiński
- 01.09.1992 – obecnie – mgr Stanisława Kuffel

## Ochotnicza Straż Pożarna

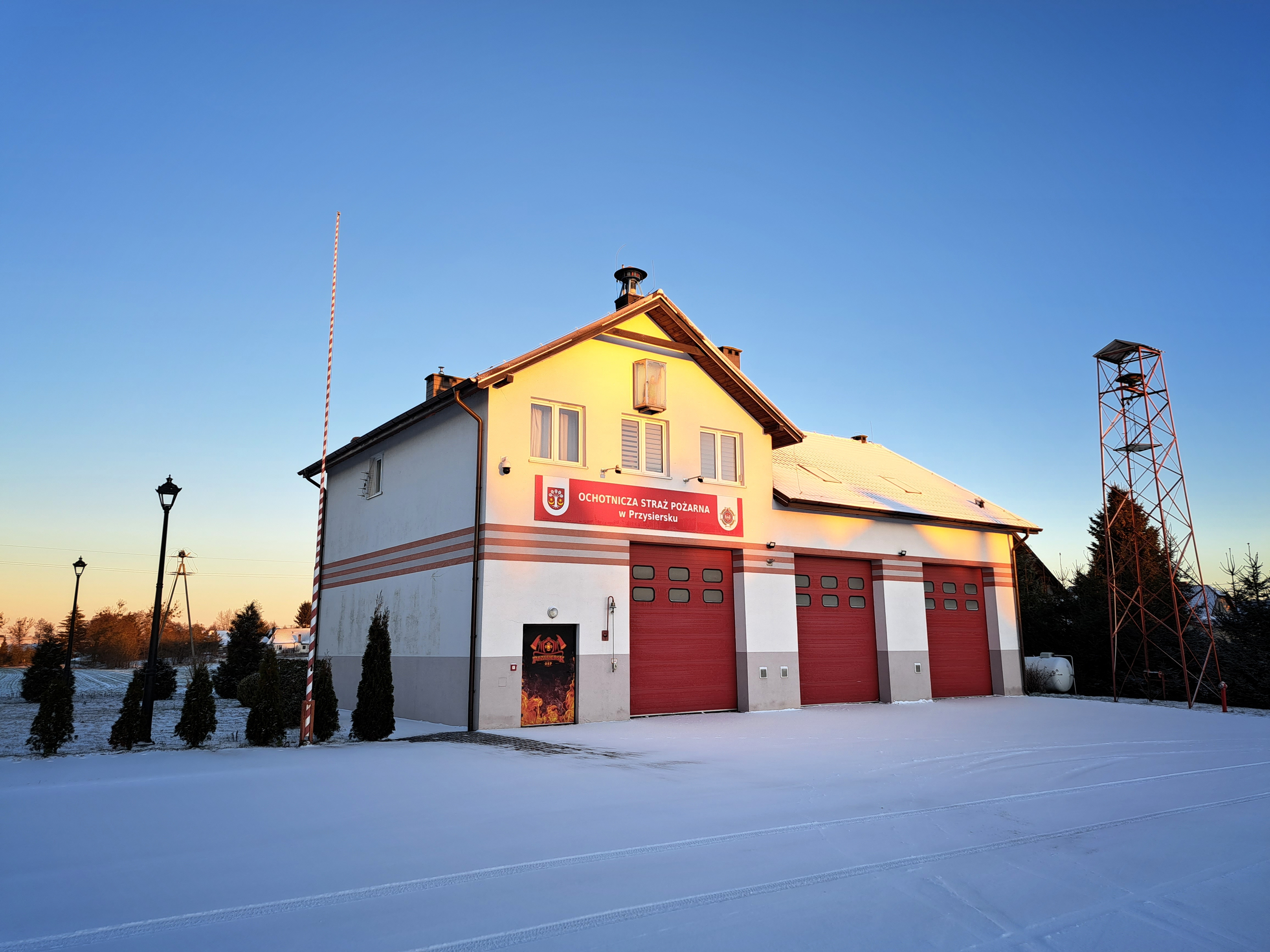
Remiza Ochotniczej Straży Pożarnej w Przysiersku (2025)

Według zapisu kronikarskiego, Ochotnicza Straż Pożarna w Przysiersku została założona 4 czerwca 1904 roku z inicjatywy ówczesnego wójta Ksawerego Wilczewskiego. Prawdopodobnym impulsem do stworzenia jednostki straży ogniowej we wsi był ogromny pożar zabudowań wiejskich na początku XX wieku. Pierwszą siedzibą strażaków była drewniana przybudówka przy budynku kuźni, w której przechowywany był skromny sprzęt gaśniczy, składający się z dwóch beczkowozów zainstalowanych na dwukołowych wózkach, kilka wiader, łopat i toporów. W 1912 roku, dzięki zaangażowaniu mieszkańców, udało się zakupić ręczną pompę gaśniczą, sikawkę, usprawniającą gaszenie pożarów. W tym okresie liczba strażaków ochotników wahała się pomiędzy 13 a 26 druhami. Ze względu na podeszły wiek, z funkcji naczelnika zrezygnował Ksawery Wilczewski, którego następcą wybrano Anastazego Kierzkowskiego. W 1920 roku wybrano Zarząd Koła Straży Ogniowej, prezesem został Franciszek Meger. W tym samym okresie siedzibę straży przeniesiono do budynku kuźni (budynek ten stoi do dziś). W 1930 roku, z okazji 25 – lecia powstania, zakupiono dla Koła Straży Ogniowej sztandar, który zaginął w 1939 roku. Był on przechowywany przez jednego z członków straży, który został zamordowany przez okupanta, zabierając do grobu tajemnicę miejsca ukrycia sztandaru. Jedno jest pewne, że sztandar ten nie trafił w ręce nazistów. W 1933 roku dokonano zmian personalnych w zarządzie straży: prezesem został Józef Zarzecki, naczelnikiem Edmund Kamiński a skarbnikiem – Franciszek Bączkowski. Podczas II wojny światowej rozstrzelany został prezes Józef Zarzecki, naczelnik Edmund Kamiński, członek Józef Poćwiardowski.
W 1945 roku, po zakończeniu działań wojennych, dzięki zaangażowaniu Franciszka Bonny, jego synów: Józefa i Eugeniusza, oraz Franciszka Bączkowskiego, udało zmontować się całkowicie rozebraną pompę strażacką, którą doprowadzili do pełnej sprawności bojowej. W tym samym okresie nastąpiło reaktywowanie działalności Ochotniczej Straży Pożarnej. Naczelnikiem wybrano Maksymiliana Pszczolińskiego. W 1956 roku w miejscowości Przechowo odbywały się zawody strażackie, w których druhowie z Przysierska zajęli I miejsce. W nagrodę otrzymali motopompę o wydajności 800 litrów na minutę. W 1971 roku doszło do zmiany na stanowisku naczelnika – Maksymiliana Pszczolińskiego zastąpił Franciszek Bączkowski, a jego zastępcą został Romuald Kierzkowski. Z okazji 70-lecia (1974 rok), mieszkańcy Przysierska przy udziale Urzędu Gminy w Bukowcu ufundowali jednostce nowy sztandar. W 1975 roku na stanowisko naczelnika wybrano Benedykta Poznańskiego, a były prezes Franciszek Bączkowski został członkiem honorowym.
W 1984 roku wytypowano miejsce pod budowę nowej remizy, w tym samym roku swoją działalność rozpoczął Społeczny Komitet Budowy Remizy. W 1986 roku prezesem został Franciszek Bączkowski II, za jego prezesowania trwała już budowa nowej siedziby OSP. Dzięki zaangażowaniu strażaków i determinacji mieszkańców wsi, 25 lipca 1987 roku do użytku oddana została nowo wybudowana remiza razem z zapleczem socjalnym. Uroczystość odbyła się przy udziale jednostek Ochotniczych Straży Pożarnych z terenu, władz administracyjno – politycznych województwa i gminy w Bukowcu. W 1988 roku OSP w Przysiersku została przemianowana z typu M na typ S.
W 1997 roku jednostka OSP w Przysiersku przyjęta została do Krajowego Systemu Ratowniczo – Gaśniczego. Rok później w wyposażeniu strażaków pojawił się podstawowy sprzęt, służący do ratownictwa drogowego. W tym samym roku ze względu na stan zdrowia ze stanowiska prezesa zrezygnował Franciszek Bączkowski, którego zastąpił Janusz Gerke. Funkcję naczelnika pełnił Erwin Gerke. Od 2003 roku, po śmierci Erwina Gerke, naczelnikiem jest Bogdan Szpakowski. W czerwcu 2004 roku odbyły się uroczystości 100 – lecia istnienia jednostki. Z tej okazji przekazany został nowy wóz ratowniczy – Ford Transit. W obecnym wyposażeniu jednostki jest również samochód gaśniczy marki Jelcz. W 2009 roku obchodzono uroczystości 105-lecia istnienia straży w Przysiersku. 8 czerwca 2013 roku, z okazji 109 rocznicy założenia OSP, odbyła się uroczystość oddania do użytku nowej siedziby. Poprzedni budynek, spełniający funkcję remizy w latach 1987–2013, został odremontowany i stworzono w nim świetlicę wiejską oraz bibliotekę.

## Sport
Przysiersk jest siedzibą klubu piłkarskiego Sparta.